# Leucophylleae
Leucophylleae es una tribu con dos géneros de plantas de flores perteneciente a la familia Scrophulariaceae.

## Géneros
- Capraria
- Leucophyllum

- Datos: Q5974008
- Multimedia: Leucophylleae / Q5974008
- Especies: Leucophylleae